# Fontanna Neptuna w Świdnicy
Fontanna Neptuna w Świdnicy – fontanna w Świdnicy.
Fontanna z piaskowca z lat 1716-1731 dłuta Jerzego Leonarda Webera, znajduje się w Rynku u wylotu ul. Grodzkiej. W skład zespołu rzeźb wchodzą postacie Neptuna i Wodnika oraz dwa morskie konie. Basen fontanny zamykają płyty z herbami: Świdnicy, Jana von Schaffgotscha (1675–1742), starosty księstwa świdnicko-jaworskiego (1704–1740); Austro-Węgier (podwójny orzeł), księstwa świdnicko-jaworskiego (orzeł) oraz Królestwa Czech (lew).

Herb Świdnicy
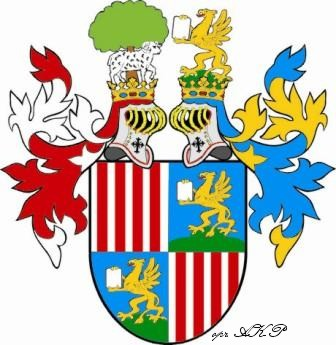
Herb Jana Schaffgotscha
Herb ks. świdnicko-jaworskiego
Herb Austrii (odmiana)
Herb Czech